# Непринцев, Юрий Михайлович
Ю́рий Миха́йлович Непри́нцев (2 [15] августа 1909, Тифлис, Российская империя — 20 октября 1996, Санкт-Петербург, Россия) — советский, российский художник-живописец, график, педагог. Народный художник СССР (1965). Лауреат Сталинской премии первой степени (1952).

## Биография
Юрий Непринцев родился 2 (15) августа 1909 года в Тифлисе (ныне Тбилиси, Грузия) в семье архитектора М. С. Непринцева.
В детстве увлекался рисованием, что впоследствии и привело его в студию художника Бориса Фогеля при тбилисском Доме Красной Армии. Решив посвятить себя живописи, в 1926 году приехал в Ленинград. В 1926—1930 годах занимался в студии академика В. Е. Савинского, известного педагога, ученика и последователя П. П. Чистякова.
В 1934 году поступил на отделение живописи Ленинградского института живописи, скульптуры и архитектуры, с 1944 года носящего имя И. Е. Репина, где занимался у П. С. Наумова, А. М. Любимова, В. А. Серова, И. И. Бродского. Его соучениками по мастерской были известные в будущем художники Н. Е. Тимков, П. П. Белоусов, А. И. Лактионов, П. К. Васильев, М. Г. Козелл.
В 1938 году окончил институт по мастерской профессора И. И. Бродского. Дипломная работа — картина «А. Пушкин в селе Михайловском», ставшая первым серьёзным произведением художника, к сожалению, не сохранилась: приобретённая музеем А. С. Пушкина в селе Михайловском, она погибла при разгроме музея фашистами в годы войны.
После защиты диплома был принят в аспирантуру Академии художеств, где занимался под руководством Р. Р. Френца и Б. В. Иогансона (1938—1941). К этому периоду относится одна из первых его тематических картин «Заключение договора на соцсоревнование» (1939), которую художник писал непосредственно с натуры в цехах Кировского завода, без предварительных этюдов, стремясь передать живое, непосредственное впечатление от события, как бы случайно увиденного в жизни.
В 1940 году был принят в члены ЛОССХ.

## Военное время
В первые дни войны вместе с архитектором М. К. Бенуа участвовал в маскировке одного из заводов Ленинграда. С июля 1941 по октябрь 1942 года был командиром взвода морской пехоты, который охранял дивизион дальнобойной артиллерии. Но в годы войны ему не пришлось принимать участие в эпохальных битвах. Во время службы в армии он даже ни разу не воспользовался оружием. Да и каких-либо непоправимых потерь во время войны у него, казалось, не было: его супруга М. А. Тихомирова работала хранителем оставшихся в блокированном Ленинграде музейных сокровищ Петергофа, а он имел возможность периодически её навещать.
С ноября 1942 года и до конца войны он — художник Политического Управления Балтийского Флота.
Во время войны он не создавал картин и графических работ, посвященных боевым действиям и блокаде Ленинграда. Его интересовало то, с чем он сталкивался ежедневно, — люди, их характеры, темпераменты, чувства. Будучи командиром взвода, он делал небольшие зарисовки карандашом — портреты своих боевых товарищей — балтийцев. В Политуправлении Балтийского Флота он вместе с другими художниками — Б. И. Пророковым, В. В. Соколовым, С. С. Боимом — создавал сатирические плакаты, объединённые общим названием «Балтийский прожектор». С 1941 по 1945 год принял участие в восьми художественных выставках, в том числе, в знаменитой Всесоюзной выставке «Героический фронт и ты», состоявшейся в Москве в 1942—1943 годах.
Вместо разрушенной квартиры в Соляном переулке сразу после войны семье Непринцевых была выделена огромная комната в бывшей квартире М. В. Родзянко на улице Жуковского в Ленинграде.
В 1945—1954 гг. Юрий Михайлович Непринцев вместе с семьёй проживал на улице Чайковского в доме 4.

## Послевоенное время
Участвовал в выставках с 1928 года, экспонируя свои работы вместе с произведениями ведущих мастеров изобразительного искусства Ленинграда. Помимо тематических картин писал портреты, пейзажи. Широкую известность получила его картина «Отдых после боя. Василий Тёркин» (1951). Персональные выставки произведений художника были показаны в Москве, Свердловске, Горьком, Саратове (1959) и Ленинграде (1959, 1979, 1989).
В послевоенные годы создал ряд картин, посвящённых героической борьбе советского народа против фашистской Германии: «Последняя граната» (1948), «Лиза Чайкина» (1949), «Отдых после боя» (1951), «Рассказ об отце» (1955).
Много работал в технике литографии и книжной графики, им созданы известная серия «Мы пришли защищать Ленинград» (1948), иллюстрации к роману В. Гюго «Труженики моря» (1950), «Морским рассказам» К. М. Станюковича (1951) и другие.
В 1938—1940 и в 1948—1996 годах преподавал в Институте живописи, скульптуры и архитектуры имени И. Е. Репина, в качестве профессора (1954), руководителя персональной мастерской. Среди учеников — художники Л. А. Русов , Э. В. Козлов, И. М. Варичев, Е. М. Костенко, М. А. Канеев, А. Т. Пушнин, Ю. С. Ершов и другие известные живописцы.
Академик АХ СССР (1970; член-корреспондент 1953).
Скончался 20 октября 1996 года в Санкт-Петербурге. Похоронен на Литераторских мостках Волковского кладбища.
Известны живописные и графические портреты Ю.М. Непринцева исполненные в разные годы ленинградскими художниками, в том числе А. М. Любимовым, Э. В. Козловым, А. Д. Романычевым (1972).

## Музеи
Произведения художника находятся в музеях и частных собраниях в России, КНР, Японии, США, Франции, Германии, Италии и других странах.
- Государственный Русский музей.
- Третьяковская галерея.

## Семья
Жена — Марина Александровна Тихомирова (1911—1992) — старший научный сотрудник и главный хранитель Петергофских дворцов-музеев в 1943—1947 годах, внесшая важный вклад в послевоенное восстановление дворцов-музеев и парков.

## Награды и премии
- Заслуженный деятель искусств РСФСР (1956)
- Народный художник РСФСР (1963)
- Народный художник СССР (1965)
- Сталинская премия первой степени (1952) — за картину «Отдых после боя» (1951)
- Орден Ленина (1979)
- Орден Отечественной войны II степени (1985)
- Орден Трудового Красного Знамени (1969)
- Орден Красной Звезды (1944)
- Медаль «В ознаменование 100-летия со дня рождения Владимира Ильича Ленина»
- Медаль «За оборону Ленинграда»
- Медаль «За победу над Германией в Великой Отечественной войне 1941-1945 гг.»
- Медаль «Двадцать лет победы в Великой Отечественной войне 1941-1945 гг.»
- Медаль «Тридцать лет Победы в Великой Отечественной войне 1941-1945 гг.»
- Медаль «Сорок лет Победы в Великой Отечественной войне 1941-1945 гг.»
- Медаль «50 лет Победы в Великой Отечественной войне 1941-1945 гг.»
- Медаль «Ветеран труда»
- Медаль «50 лет Вооружённых Сил СССР»
- Медаль «60 лет Вооружённых Сил СССР»
- Медаль «70 лет Вооружённых Сил СССР»
- Медаль «В память 250-летия Ленинграда»
- Серебряная медаль АХ СССР (1963) — за серию графических листов «Рассказы о ленинградцах» (1962)[9]
- Серебряная медаль им. М. Б. Грекова (1972).

## Выставки
- 1938 год (Москва): Выставка «XX лет РККА и Военно — Морского флота», с участием Исаака Бродского, Александра Лактионова, Петра Белоусова, Юрия Непринцева, Александра Любимова, Рудольфа Френца, Николая Самокиша, Владимира Серова, Георгия Савицкого, Василия Сварога и других художников.
- 1947 год (Ленинград): «Выставка произведений ленинградских художников 1947 года».
- 1947 год (Ленинград): Всесоюзная художественная выставка 1947 года.
- 1949 год (Ленинград): Отчетная выставка произведений живописи, скульптуры и графики за 1947—1948 годы.
- 1951 год (Ленинград): Выставка произведений ленинградских художников.
- 1954 год (Ленинград): Весенняя выставка произведений ленинградских художников.
- 1957 год (Ленинград): Выставка "200 лет Академии художеств СССР". Среди экспонентов — А. И. Васильев, И. П. Веселкин, А. М. Герасимов, А. А. Дейнека, Б. В. Иогансон, Е. Е. Моисеенко, А. А. Мыльников, Юрий Непринцев, В. М. Орешников, Л. А. Острова, Г. А. Савинов, В. С. Саксон, В. А. Серов, М. П. Труфанов и другие художники.
- 1957 год (Москва): Всесоюзная художественная выставка, посвящённая 40-летию Великой Октябрьской социалистической революции.
- 1958 год (Москва): Выставка «40 лет Советских Вооруженных сил». Среди экспонентов — М. И. Авилов, И. И. Бродский, М. Б. Греков, А. А. Дейнека, М .А. Зубреева, Б. В. Иогансон, Юрий Непринцев, В. М. Орешников, И. А. Серебряный, В. А. Серов, Н. Е. Тимков, Р. Р. Френц и другие художники.
- 1958 год (Москва): "Выставка произведений изобразительного искусства социалистических стран". Среди экспонентов - М. К. Аникушин, А. А. Мыльников, Юрий Непринцев, В. М. Орешников, Г. А. Савинова, М. П. Труфанов и другие советские художники и скульпторы.
- 1958 год (Москва): Выставка "200 лет Академии художеств СССР". Среди экспонентов - А. И. Васильев, И. П. Веселкин, А. М. Герасимов, А. А. Дейнека, Б. В. Иогансон, Е. Е. Моисеенко, А. А. Мыльников, Юрий Непринцев, В. М. Орешников, Л. А. Острова, Г. А. Савинов, В. С. Саксон, В. А. Серов, М. П. Труфанов и другие художники.
- 1960 год (Свердловск): персональная выставка к 30-летию творческой деятельности в Доме художника.
- 1961 год (Ленинград): Выставка произведений ленинградских художников 1961 года.
- 1964 год (Ленинград): Ленинград. Зональная выставка.
- 1965 год (Москва): Всесоюзная художественная выставка "На страже мира", посвящённая 20-летию Победы советского народа в Великой Отечественной войне, с участием А. А. Дейнеки, Э. В. Козлова, Б. В. Корнеева, Б. М. Лавренко, О. Л. Ломакина, Е. Е. Моисеенко, Юрия Непринцева, И. Г. Савенко, Г. А. Савинова, В. И. Селезнева, Ю. Н. Тулина и других художников.
- 1965 год (Москва): Советская Россия. Вторая Республиканская художественная выставка.
- 1967 год (Москва): Советская Россия. Третья Республиканская художественная выставка.
- 1975 год (Ленинград): Наш современник. Зональная выставка произведений ленинградских художников.
- 1975 год (Москва): Советская Россия. Пятая республиканская выставка.
- 1976 год (Москва): Изобразительное искусство Ленинграда.
- 1977 год (Ленинград): Выставка произведений ленинградских художников, посвящённая 60-летию Великого Октября.
- 1980 год (Ленинград): Выставка «Петербург — Петроград — Ленинград в произведениях русских и советских художников».
- 1987 год (Ленинград): Выставка произведений художников — ветеранов Великой Отечественной войны.
- 1993 год (Петербург): Выставка произведений художников — участников Великой Отечественной войны Санкт-Петербургского Союза художников России.
- 1994 год (Петербург): Ленинградские художники. Живопись 1950-1980 годов.
- 1995 года (Петербург): Лирика в произведениях художников военного поколения. Живопись. Графика.
- 1997 год (Петербург): Связь времён. 1932—1997. Художники — члены Санкт-Петербургского Союза художников России.

## Ученики
- Буров, Владимир Васильевич (р. 1939)
- Клычев, Иззат Назарович (1923—2006)
- Козлов, Энгельс Васильевич (1926—2007)
- Лукин, Сергей Иванович (1923—1997)
- Мороз, Георгий Моисеевич (1937—2016)
- Романычев, Александр Дмитриевич (1919—1989)
- Сидоркин, Евгений Матвеевич (1930—1982)
- Смирнова, Галина Александровна (1929—2015)
- Тупикин, Рувим Филиппович (1918—2000)